# Sium aberdarensum
Sium aberdarensum är en flockblommig växtart som först beskrevs av C.Norman, och fick sitt nu gällande namn av Minosuke Hiroe. Sium aberdarensum ingår i släktet vattenmärken, och familjen flockblommiga växter. Inga underarter finns listade i Catalogue of Life.